# Józef Lipień
Józef Lipień (n. 6 februarie 1949, Jaczków⁠(d), Wałbrzych County⁠(d), Voievodatul Silezia Inferioară, Polonia) este un luptător ce a reprezentat Polonia, medaliat olimpic. A participat la 4 ediții ale Jocurilor Olimpice (1968, 1972, 1976, 1980) în care a câștigat o medalie de argint.